# Шинџи Кагава
Шинџи Кагава (јап. 香川 真司; Кобе, 17. март 1989) професионални је јапански фудбалер који игра на позицији везног играча и који тренутно наступа заСерезо Осаку.

## Каријера
Кагава је почео каријеру у Јапану, у Серезо Осаки 2005. године.

### Борусија Дортмунд
Кагава је у Борусију Дортмунд 2010. прешао за 350.000 евра из Серезо Осаке. Дебитовао је у Лиги Европе против Карабага. У Бундеслиги је дебитовао против Волфсбурга, у којој је Дортмунд победио са 2:0. Са Борусијом је освојио две титуле у Бундеслиги, као и један Куп Немачке.

### Манчестер Јунајтед
Дана 5. јуна 2012. године објављена је вест да је Манчестер јунајтед постигао договор са Борусијом Дортмунд о преласку Кагаве. Трансфер је завршен 22. јуна, након што је Кагава прошао медицински преглед и добио радну дозволу Уједињеног Краљевства, а он је постао први Јапанац који ће играти у Манчестер јунајтеду. На дресу је носио број 26. Дана 31. августа 2014. године, Јунајтед га је продао Борусији Дортмунд.

## Статистика каријере

### Репрезентативна
Ажурирано 10. јуна 2019.
| Јапан  | Јапан   | Јапан  |
| Година | Наступи | Голови |
| ------ | ------- | ------ |
| 2008   | 6       | 1      |
| 2009   | 4       | 1      |
| 2010   | 7       | 1      |
| 2011   | 11      | 6      |
| 2012   | 9       | 3      |
| 2013   | 16      | 4      |
| 2014   | 9       | 3      |
| 2015   | 13      | 4      |
| 2016   | 7       | 4      |
| 2017   | 5       | 2      |
| 2018   | 6       | 2      |
| 2019   | 2       | 0      |
| Укупно | 97      | 31     |

## Трофеји

### Клупски
Борусија Дортмунд
- Бундеслига Немачке (2) : 2010/11, 2011/12.
- Куп Немачке (2) : 2011/12, 2016/17.

Манчестер јунајтед
- Премијер лига (1) : 2012/13.
- Комјунити шилд (1) : 2013.

### Репрезентативни
- АФК Азијски куп (1) : 2011.